# Superliga Brasileira de Voleibol Masculino - Série B
Campeonato Brasileiro de Voleibol Masculino - Segunda Divisão, também conhecido como Superliga Série B, é a segunda divisão do principal torneio de voleibol masculino do Brasil. O torneio é organizado anualmente pela Confederação Brasileira de Voleibol (CBV) e dá acesso ao seu campeão à elite do voleibol brasileiro, a Superliga Série A. Nas temporadas anteriores a 2011–12 este acesso era conquistado pela Liga Nacional, que antes de ser extinta, qualificava seu campeão e vice para a Série B.
Os direitos de transmissão da Série B no Brasil pertencem ao SporTV em TV fechada.

## Histórico
A Superliga Série B foi criada na temporada 2011/2012. Antes disso, o acesso à principal divisão era obtido através da Liga Nacional, que qualificava seu campeão e vice para a Superliga. Com a reformulação, a Superliga principal passou a ser denominada "Série A", e a Série B surgiu como um degrau intermediário para os clubes que almejam chegar à elite.
Ao longo dos anos, o formato da Superliga B foi realizando algumas adaptações, mas geralmente envolve uma fase classificatória e fases eliminatórias. Por exemplo, em algumas temporadas, os times jogam um turno único na fase inicial, e os melhores avançam para as semifinais, disputadas em séries eliminatórias. A final costuma ser em jogo único.
O campeão da Superliga B tem o direito de ascender à Superliga Série A na temporada seguinte, enquanto os últimos colocados são rebaixados para a Superliga Série C.
Desde sua criação, a Superliga B Masculina tem sido fundamental para o crescimento e a visibilidade do voleibol masculino no Brasil, além do ressurgimento de equipes tradicionais, pois vários clubes que hoje estão na Série A ou tiveram destaque no passado passaram pela Série B, consolidando a importância da competição para o cenário nacional. Ao proporcionar um ambiente competitivo de alto nível, ela incentiva o investimento em infraestrutura e na formação de talentos. A presença crescente de equipes em diferentes estados também contribui para a interiorização do esporte e a criação de novas referências para jovens atletas.
A Confederação Brasileira de Voleibol tem trabalhado para aumentar a profissionalização da Superliga B, o que reflete no nível técnico dos jogos e no engajamento dos clubes. Essa evolução é vital para garantir um fluxo constante de equipes qualificadas para a Superliga A, mantendo o voleibol masculino brasileiro em um patamar de excelência. A competição continua a ser um degrau essencial para os clubes que buscam se consolidar no cenário nacional, oferecendo a oportunidade de ascender à principal divisão e desafiar as equipes mais tradicionais do país.
A competição já teve momentos de interrupção, como a temporada 2020, que foi cancelada devido à pandemia de COVID-19. Ao longo de suas edições, diversos times já conquistaram o título da Superliga B, refletindo a competitividade da divisão.
A equipe do Monte Carmelo/Azulim/Sicoob é o atual campeão da competição. Com sua conquista inédita, se tornou o décimo segundo campeão na história.

## Edição atual
| Equipe                         | Cidade        | Última participação | Temporada 2024                                   |
| ------------------------------ | ------------- | ------------------- | ------------------------------------------------ |
| América Natal/Shiro Sport Club | Natal         | 2024                | 8.º colocado na Superliga B                      |
| Apade Vôlei                    | Belém         | Estreante           | Campeão da Sede Norte na Superliga C             |
| Araguari Vôlei                 | Araguari      | Estreante           | Campeão da Sede Sudeste na Superliga C           |
| Araucária Vôlei                | Araucária     | 2024                | 7.º colocado na Superliga B                      |
| Brasília Vôlei/UPIS            | Brasília      | 2024                | 3.º colocado na Superliga B                      |
| EC Praia Grande                | Praia Grande  | Estreante           | 3.º colocado na Sede Sudeste na Superliga C      |
| Juiz de Fora Vôlei             | Juiz de Fora  | 2024                | 5.º colocado na Superliga B                      |
| Maringá Vôlei/Mobifacil        | Maringá       | 2024                | 6.º colocado na Superliga B                      |
| Monte Carmelo/Azulim/Sicoob    | Uberlândia    | 2023                | 11.º colocado na Superliga A                     |
| Montes Claros Vôlei            | Montes Claros | 2018                | 12.º colocado na Superliga A                     |
| Norde Vôlei                    | Fortaleza     | Estreante           | Campeão da Sede Nordeste na Superliga C          |
| São Sebá Vôlei                 | São Sebastião | Estreante           | 2.º colocado na Sede Sudeste na Superliga C      |
| Real Brasiliense               | Brasília      | Estreante           | 2.º colocado na Sede Centro-Oeste na Superliga C |
| Voleibol Alta Floresta         | Alta Floresta | 2024                | 9.º colocado na Superliga B                      |

## Títulos

### Por equipe
| Equipe                | Campeão | Vice-campeão | Terceiro lugar |
| --------------------- | ------- | ------------ | -------------- |
| Monte Carmelo/Sicoob  | 1       | 1            | 2              |
| Juiz de Fora Vôlei    | 1       | 1            | 0              |
| Botafogo              | 1       | 0            | 2              |
| São José Vôlei        | 1       | 0            | 1              |
| ASE Sada              | 1       | 0            | 1              |
| Vôlei Canoas          | 1       | 0            | 0              |
| Montecristo Voleibol  | 1       | 0            | 0              |
| Caramuru Vôlei        | 1       | 0            | 0              |
| SESC-RJ               | 1       | 0            | 0              |
| Vôlei Ribeirão        | 1       | 0            | 0              |
| Suzano Vôlei          | 1       | 0            | 0              |
| Joinville Vôlei       | 1       | 0            | 0              |
| Goiás Vôlei/Saneago   | 1       | 0            | 0              |
| SESI-SP               | 0       | 1            | 1              |
| UPIS/Brasília         | 0       | 1            | 1              |
| Vôlei Pindamonhangaba | 0       | 1            | 0              |
| AE de Atibaia         | 0       | 1            | 0              |
| Voleisul              | 0       | 1            | 0              |
| Bento Vôlei           | 0       | 1            | 0              |
| Clube Jaó             | 0       | 1            | 0              |
| Itapetininga          | 0       | 1            | 0              |
| APAN Blumenau         | 0       | 1            | 0              |
| Anápolis Vôlei        | 0       | 0            | 2              |
| Neurologia Ativa      | 0       | 0            | 2              |
| AD Santo André        | 0       | 0            | 1              |
| ADC São Bernardo      | 0       | 0            | 1              |
| Rede CUCA             | 0       | 0            | 1              |
| Montes Claros Vôlei   | 0       | 0            | 1              |

### Por estado
| Equipe            | Campeão | Vice-campeão | Terceiro lugar |
| ----------------- | ------- | ------------ | -------------- |
| São Paulo         | 3       | 4            | 4              |
| Minas Gerais      | 3       | 3            | 2              |
| Rio de Janeiro    | 2       | 0            | 2              |
| Goiás             | 2       | 2            | 0              |
| Rio Grande do Sul | 1       | 2            | 3              |
| Santa Catarina    | 1       | 1            | 0              |
| Paraná            | 1       | 0            | 0              |
| Distrito Federal  | 0       | 1            | 1              |
| Ceará             | 0       | 0            | 1              |